# 太空望遠鏡科學研究所
太空望遠鏡科學研究所（英語：Space Telescope Science Institute，縮寫為STScI）是哈伯太空望遠鏡（1990年進入軌道）和詹姆斯·韋伯太空望遠鏡，和南希·葛莉絲·羅曼太空望遠鏡的科學控制中心。STScI位于美國馬里蘭州巴爾的摩市的約翰霍普金斯大學，是於1981年成立的以社群為基礎的科學中心，由大學天文研究協會接受美國國家航空暨太空總署的委託負責管理和運作。目前，除了持續執行哈伯太空望遠鏡的科學任務和準備韋伯太空望遠鏡的經營管理和科學研究計畫之外，STScI還管理和運作太空望遠鏡檔案多工任務 （Multi-mission Archive at Space Telescope，MAST）美國國會圖書館的存檔，存档日期2010-04-01、克卜勒任務的資料管理中心，和以太空為基礎的天文觀測和基於太空中其他活動而受益的數種專門知識和基礎設施的支援中心。STScI的資金大部分來自NASA的戈達德太空飛行中心，但是少部分來自NASA的艾美斯研究中心、噴射推進實驗室和歐洲太空總署（ESA）。
STScI的工作人員包括科學家 （大多數是天文學家和天文物理學家）、航天器工程師、軟體工程師、資料管理人員、和望遠鏡操作人員，還有教育人員、公共關係專家、行政和業務支援人員。STScI大約有100位博士學位的工作者，其中有15位是歐洲太空總署配置在哈伯太空望遠鏡專案的人員。截至2021年，STScI員工總數約為850人。
STScI執行他的任務使NASA、世界各地的天文社群和一般民眾都能受益。科學工作直接提供對天文社群的服務，主要是哈伯太空望遠鏡和韋伯太空望遠鏡 （和最終的羅曼） 的觀測和授與，但是也包括來自NASA的其他任務資料的分發 （例如：遠紫外分光探測器、星系演化探測器） 和地面的巡天觀測。地面系統的發展、活動、創建和維護需要天文社群提供這些所需要的軟體系統服務。
STScI透過線上媒體和程式的宣傳活動，為正規教育工作者、天文館、科學博物館和一般大眾提供了廣泛的資訊。STScI的獲獎公共宣傳網站每月收到數以百萬計的點閱。STScI還在光學和紫外線太空天文物理等問題的爭議上提供NASA一系列諮詢上的服務。
STScI工作人員通過多種渠道與專業天文學界進行互動和交流，包括參加美國天文學會兩年一度的會議、定期發布STScI通訊和STScI網站、主持用戶委員會和科學工作組，以及每年舉辦數次科技座談會和講習班。這些活動使STScI能夠向望遠鏡用戶社區傳播信息，並使STScI工作人員能夠通過響應社區和NASA的需求來最大限度地提高他們運營設施的科學生產力。